# Лаврецкий, Олег Николаевич
Олег Николаевич Лаврецкий (род. 26 января 1966, Бийск, Алтайский край) — советский и российский хоккеист, вратарь. Мастер спорта. Тренер.

## Биография
Воспитанник воскресенского «Химика». Армейскую службу проходил, выступая за молодёжную команду ЦСКА (1984/85) и команду первой лиги СКА МВО Калинин (1985/86 — 1986/87). Играл за команды «Химик» Воскресенск (1986/87, 1991/92 — 1995/96, 1998/99, 2005/06),
«Металлург» Череповец (1987/88 — 1988/89), «Торпедо» Горький (1988/89 — 1990/91), «Кристалл» Электросталь (1992/93, 1999/2000), «Нефтяник» Альметьевск (1996/97 — 1997/98, 2002/03 — 2004/05), «Витязь» Подольск (2000/01), «Липецк» (2001/02),
«Рязань» (2006/07). Победитель турнира на призы ОАО «Жигулёвское пиво» 2002, Кубка мэрии Липецка 2001.
Тренер в «Химике» Воскресенск (2014/15), тренер вратарей ХК «Рязань» (2016/17), тренер команды девушек «Атланта» Воскресенск (2018/19 — 2019/20), тренер вратарей женской молодёжной сборной России (2019/20), тренер сборной девушек Московской области (с 2021).
Сыновья играли в хоккей в низших лигах. Юрий (род. 1989) — вратарь, тренер вратарей. Олег (род. 1995) — нападающий.